# Habia
Genre
Le genre Habia regroupe cinq espèces de passereaux de la famille des Cardinalidae.

## Taxinomie
Les recherches phylogénétiques de Burns et al. (2003) et Klika et al. (2007) ont démontré que les espèces du genre Habia sont des Cardinalidae et non des Thraupidae.
Ce changement de taxinomie a été avalisé par l'American Ornithologists' Union en 2008, ce qui a amené le CINFO (2010) à leur attribuer le nouveau nom normalisé de Habia, qu'elles partagent avec les espèces du genre Chlorothraupis.

## Espèces
Selon la classification de référence du Congrès ornithologique international (version 5.2, 2015) :
- Habia rubica – Habia à couronne rouge